# Tour der englischen Rugby-Union-Nationalmannschaft nach Südafrika 1994
| Tour der Engländer nach Südafrika 1994 | Tour der Engländer nach Südafrika 1994 | Tour der Engländer nach Südafrika 1994 | Tour der Engländer nach Südafrika 1994 | Tour der Engländer nach Südafrika 1994 |
| Übersicht                              | S                                      | G                                      | U                                      | N                                      |
| -------------------------------------- | -------------------------------------- | -------------------------------------- | -------------------------------------- | -------------------------------------- |
| Test Matches                           | 2                                      | 1                                      | 0                                      | 1                                      |
| Sonstige Spiele                        | 6                                      | 2                                      | 0                                      | 4                                      |
| Gesamt                                 | 8                                      | 3                                      | 0                                      | 5                                      |
|                                        |                                        |                                        |                                        |                                        |
| Südafrika                              | 2                                      | 1                                      | 0                                      | 1                                      |

Die Tour der englischen Rugby-Union-Nationalmannschaft nach Südafrika 1994 umfasste eine Reihe von Freundschaftsspielen der englischen Rugby-Union-Nationalmannschaft. Sie reiste von Mitte Mai bis Mitte Juni 1994 durch Südafrika und bestritt während dieser Zeit acht Spiele. Darunter waren zwei Test Matches gegen die südafrikanischen Springboks, die mit einem Sieg und einer Niederlage endeten. Hinzu kamen sechs weitere Spiele gegen regionale Auswahlmannschaften und die Reserve-Nationalmannschaften, in denen die Engländer zweimal gewannen und viermal verloren. Es handelte sich um die erste Südafrika-Tour der Engländer seit dem Ende der Apartheid.

## Spielplan
- Hintergrundfarbe grün = Sieg
- Hintergrundfarbe rot = Niederlage

(Test Matches sind grau unterlegt; Ergebnisse aus der Sicht Englands)
| # | Datum         | Gegner            | Ort            | Stadion                 | Ergebnis |
| - | ------------- | ----------------- | -------------- | ----------------------- | -------- |
| 1 | 18. Mai 1994  | Orange Free State | Bloemfontein   | Springbok Park          | 11:22    |
| 2 | 21. Mai 1994  | Natal             | Durban         | Kings Park Stadium      | 6:21     |
| 3 | 25. Mai 1994  | Western Transvaal | Potchefstroom  | Olën Park               | 26:24    |
| 4 | 28. Mai 1994  | Transvaal         | Johannesburg   | Ellis Park Stadium      | 21:24    |
| 5 | 31. Mai 1994  | Südafrika A       | Kimberley      | Hoffe Park              | 16:19    |
| 6 | 04. Juni 1994 | Südafrika         | Pretoria       | Loftus Versfeld Stadium | 32:15    |
| 7 | 07. Juni 1994 | Eastern Province  | Port Elizabeth | Boet Erasmus Stadium    | 31:13    |
| 8 | 11. Juni 1994 | Südafrika         | Kapstadt       | Newlands Stadium        | 9:27     |

## Test Matches
| 4. Juni 1994 15:45 SAST | Südafrika                | 15 : 32        | England                                                                                  | Loftus Versfeld Stadium, Pretoria Zuschauer: 51.000 Schiedsrichter: Colin Hawke (Neuseeland) |
| 4. Juni 1994 15:45 SAST | Straftritte: Joubert (5) | (6:23) Bericht | Versuche: Andrew Clarke Erhöhungen: Andrew (2) Straftritte: Andrew (5) Dropgoals: Andrew | Loftus Versfeld Stadium, Pretoria Zuschauer: 51.000 Schiedsrichter: Colin Hawke (Neuseeland) |

Aufstellungen:
- Südafrika: John Allan, Steve Atherton, André Joubert, Hennie le Roux, Ollie le Roux, Pieter Muller, Francois Pienaar , James Small, Tiaan Strauss, Hannes Strydom, Balie Swart, Joost van der Westhuizen, Fritz van Heerden, Brendan Venter, Chester Williams
- England: Rob Andrew, Martin Bayfield, Will Carling , Ben Clarke, Phil de Glanville, Paul Hull, Jason Leonard, Brian Moore, Dewi Morris, Nigel Redman, Dean Richards, Tim Rodber, Victor Ubogu, Rory Underwood, Tony Underwood 
 Auswechselspieler: Steve Ojomoh

| 11. Juni 1994 15:30 SAST | Südafrika                                                                                | 27 : 9        | England                 | Newlands Stadium, Kapstadt Zuschauer: 45.000 Schiedsrichter: Colin Hawke (Neuseeland) |
| 11. Juni 1994 15:30 SAST | Versuche: Joubert H. le Roux Erhöhungen: Joubert Straftritte: Joubert (2) H. le Roux (3) | (3:3) Bericht | Straftritte: Andrew (3) | Newlands Stadium, Kapstadt Zuschauer: 45.000 Schiedsrichter: Colin Hawke (Neuseeland) |

Aufstellungen:
- Südafrika: John Allan, Mark Andrews, Steve Atherton, André Joubert, Hennie le Roux, Johan le Roux, Ian Macdonald, Pieter Muller, Francois Pienaar , Adriaan Richter, Johan Roux, James Small, Balie Swart, Brendan Venter, Chester Williams 
 Auswechselspieler: Joost van der Westhuizen, Fritz van Heerden
- England: Rob Andrew, Martin Bayfield, Will Carling , Ben Clarke, Phil de Glanville, Paul Hull, Jason Leonard, Dewi Morris, Brian Moore, Steve Ojomoh, Nigel Redman, Tim Rodber, Victor Ubogu, Rory Underwood, Tony Underwood

## Kader

### Management
- Tourmanager: Jack Rowell
- Trainer: Richard Best, Les Cusworth
- Kapitän: Will Carling

### Spieler
| Spieler           | Position         | Mannschaft       |
| ----------------- | ---------------- | ---------------- |
| Steve Bates       | Gedrängehalb     | Wasps RFC        |
| Dewi Morris       | Gedrängehalb     | Orrell RUFC      |
| Rob Andrew        | Verbindungshalb  | Wasps RFC        |
| Stuart Barnes     | Verbindungshalb  | Bath FC          |
| Will Carling      | Innendreiviertel | Harlequins       |
| Mike Catt         | Innendreiviertel | Bath FC          |
| Phil de Glanville | Innendreiviertel | Bath FC          |
| Stuart Potter     | Innendreiviertel | Leicester Tigers |
| Adedayo Adebayo   | Außendreiviertel | Bath FC          |
| Damian Hopley     | Außendreiviertel | Wasps RFC        |
| Rory Underwood    | Außendreiviertel | Leicester Tigers |
| Tony Underwood    | Außendreiviertel | Leicester Tigers |
| Paul Hull         | Schlussmann      | Bristol FC       |
| David Pears       | Schlussmann      | Harlequins       |

| Spieler            | Position             | Mannschaft         |
| ------------------ | -------------------- | ------------------ |
| Graham Dawe        | Hakler               | Bath FC            |
| Brian Moore        | Hakler               | Harlequins         |
| Jason Leonard      | Pfeiler              | Harlequins         |
| John Mallett       | Pfeiler              | Bath FC            |
| Graham Rowntree    | Pfeiler              | Leicester Tigers   |
| Victor Ubogu       | Pfeiler              | Bath FC            |
| Martin Bayfield    | Zweite-Reihe-Stürmer | Northampton Saints |
| Martin Johnson     | Zweite-Reihe-Stürmer | Leicester Tigers   |
| Matthew Poole      | Zweite-Reihe-Stürmer | Leicester Tigers   |
| Nigel Redman       | Zweite-Reihe-Stürmer | Bath FC            |
| Ben Clarke         | Flügelstürmer        | Bath FC            |
| Lawrence Dallaglio | Flügelstürmer        | Wasps RFC          |
| Steve Ojomoh       | Flügelstürmer        | Bath FC            |
| Tim Rodber         | Flügelstürmer        | Northampton Saints |
| Dean Richards      | Nummer Acht          | Leicester Tigers   |
| Dean Ryan          | Flügelstürmer        | Wasps RFC          |